# Аэрокосмическая компания

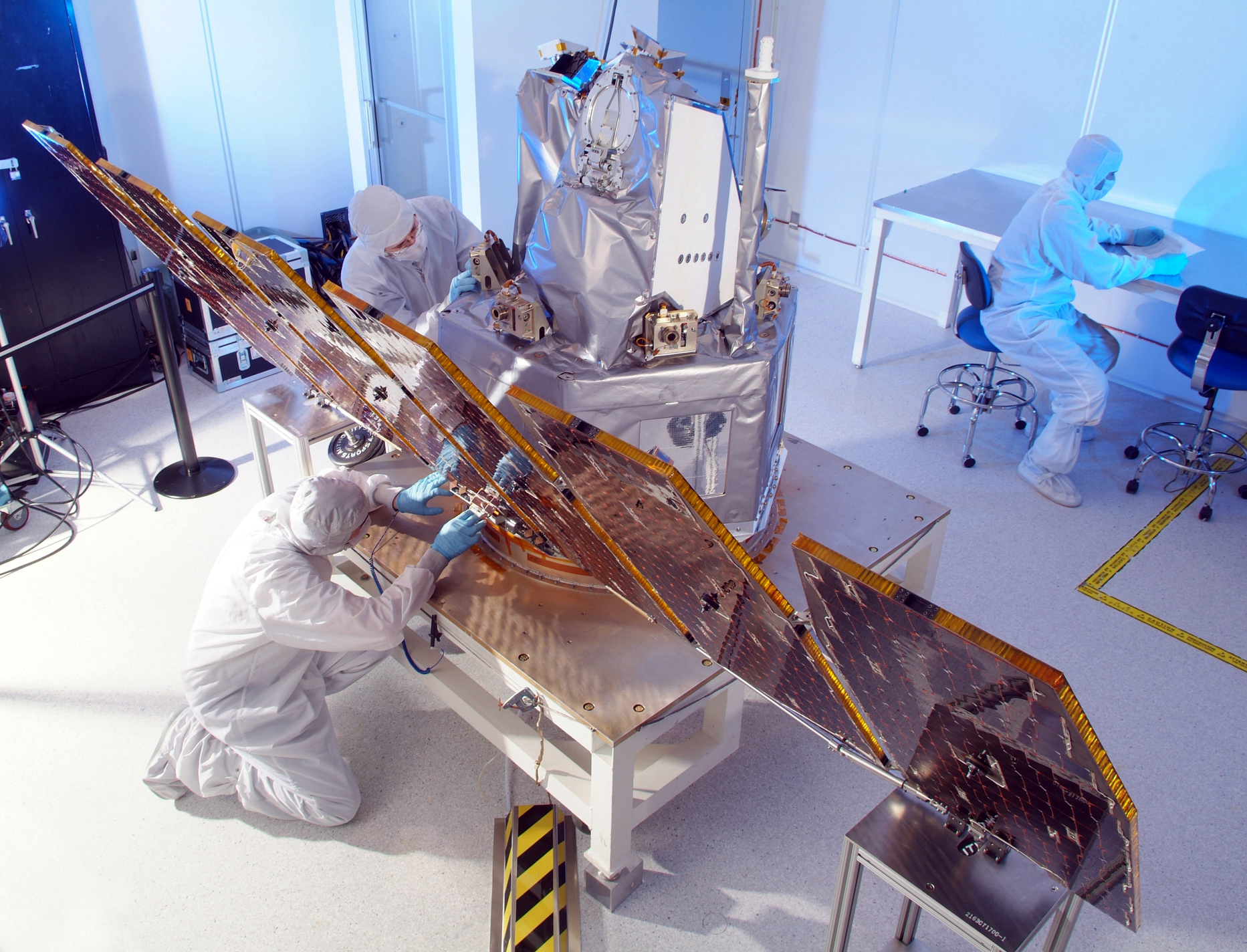
Сбор спутника НАСА

Аэрокосмическая компания — предприятие, занимающееся различными аспектами проектирования, строительства, тестирования, продажи и обслуживания самолетов, деталей самолетов, ракет, ракет или космических кораблей. Аэрокосмическая промышленность — это отрасль высоких технологий.
Авиационная промышленность — это отрасль, поддерживающая авиацию путем строительства самолетов и производства деталей самолетов для их обслуживания. Сюда входят самолеты и детали, используемые для гражданской и военной авиации. Большая часть продукции производится в соответствии с сертификатами типа и оборонными стандартами, выданными государственным органом. Этот термин в значительной степени относится к более всеобъемлющему термину: «аэрокосмическая промышленность».

## Рынок
В 2017 году мировая аэрокосмическая промышленность стоила 838 миллиардов долларов: производители самолетов и двигателей составляли 28 % (235 миллиардов долларов), гражданские и военные разработки 27 % (226 миллиардов долларов), производство авиационных систем и компонентов 26 % (218 миллиардов долларов), спутники и космос 7 % (59 млрд долларов), ракеты и БПЛА 5 % (42 млрд долларов) и другая деятельность, включая авиасимуляторы, оборонную электронику, общественные исследования, составила 7 % (59 млрд долларов). Среди стран с крупнейшей промышленностью лидируют США с 408,4 млрд долларов (49 %), затем Франция с 69 млрд долларов (8,2 %), Китай с 61,2 млрд долларов (7,3 %), Великобритания с 48,8 млрд долларов (5,8 %), Германия — 46,2 млрд долларов (5,5 %), Россия — 27,1 млрд долларов (3,2 %), Канада — 24 млрд долларов (2,9 %), Япония — 21 млрд долларов (2,5 %), Испания — 14 млрд долларов (1,7 %) и Индия (1,3 %). На долю 10 ведущих стран приходится 731 млрд долларов или 87,2 % всей отрасли.